# Stefan Grützner
Stefan Grützner (ur. 29 czerwca 1948 w Chemnitz) – niemiecki sztangista, brązowy medalista olimpijski z Monachium.
Reprezentował barwy NRD. Zawody w 1972 były jego jedynymi igrzyskami olimpijskimi. W Monachium po medal olimpijski sięgnął w wadze ciężkiej, do 110 kilogramów. Był srebrnym medalistą mistrzostw świata w 1971 i brązowym w 1972. Na mistrzostwach Europy zdobył srebro w 1972.